# スミヨシヤナギ
スミヨシヤナギ（住吉柳、学名：Salyx × sumiyosensis）は、ネコヤナギ S．gracilistyla とイヌコリヤナギ S. integra の雑種とされるヤナギの1種。大正12年（1923年）9月9日に兵庫県武庫郡住吉村鴨子ヶ原で木村有香により雌株1本だけ発見され、同15年（1926年）1月に発表された。学名・和名ともに六甲山下の住吉村（現・東灘区住吉）を記念したもの。原株は道路工事によって滅亡したが、挿し木によって得られた株が住吉村の平生釟三郎の庭園と東北大学理学部生物学教室実験園に植えられた。今日では東北大学植物園で見ることができる。

## 特徴
高さ2〜3mに及ぶ匍匐性の潅木。枝は細長く嫋か。冬芽は大きく紅色を呈す。葉は洋紙質で楕円形で、先端が凸状または尖り、葉底は円形またはやや心形、葉縁は低鈍鋸歯を有し、上面深緑、下面灰青色、両面とも無毛、長さ7〜10cm、幅2〜3cm、葉柄は長さ1cmばかり。托葉は斜卵状披針形、鋭尖頭、細鋸歯縁、長さ4〜11mm、幅2〜4mm。雌花穂は円筒形、長さ2〜4cm、径0.6〜0.8cm、基部短梗を有し小歯2～3枚を具える。苞鱗は倒卵状長楕円形あるいは長楕円形、両面長軟毛を布き、上半黒色、中部帯紅、下部緑色、長さ2.5〜3mm、幅1.1〜3mm。線体は2個、原線体は線形長さ約1mm、背線体も同じく線形長さ0.6〜0.8mmあるいは極めて小、また往々にしてこれを欠く。子房は卵形白毛密生、長さ2.0〜2.7mm、短柄あり。花柱は下部有毛長さ1.2mm。柱頭は形状大きさともに変化あり、多くは線形または長楕円状線形、先端截頭あるいは凹頭あるいは二半裂し、長さ花柱の2分の1〜3分の2。雄株は知られていない。